# Össjö gård
Össjö gård är en herrgård belägen i Össjö, Ängelholms kommun.
Huvudbyggnaden, ett tvåvånings stenhus i empire, uppfördes 1814–1815 av Adolf Fredrik Tornérhielm. Össjö gård ägdes på 1500-talet av Mogens Krabbe, senare bland annat av släkterna Tornérhielm och Berch. Nuvarande ägare är Hugo Berch. Godsets areal är 1 400 hektar och omfattar både åker- och skogsmark.